# Alexander von Krobatin
Alexander Freiherr von Krobatin (Olmütz, 12. rujna 1849. – Beč, 28. rujna 1933.) je bio austrougarski feldmaršal i vojni zapovjednik. Tijekom Prvog svjetskog rata obnašao je dužnost austrougarskog ministra rata, te je zapovijedao 10. armijom na Talijanskom bojištu.  

## Vojna karijera
Alexander von Krobatin je rođen 12. rujna 1849. u Olmützu. Od 1865. pohađa Topničku akademiju u Mährisch-Weisskirchenu, te nakon završetka iste 1869. s činom poručnika služi u 3. topničkoj bojnoj. Krobatin je nastavio školovanje specijalizirajući se u području topništva, te je od 1877. predavao na Tehničkoj vojnoj akademiji u Beču. Čin bojnika dostigao je u svibnju 1889. nakon čega je 1890. postao ravnateljem Topničke kadetske škole. Navedenu dužnost obnaša do 1895. kada s činom pukovnika postaje zapovjednikom 1. topničke pukovnije koju dužnost obavlja do 1896. kada prelazi u ministarstvo rata na dužnost voditelja 7. odjela. U studenom 1900. unaprijeđen je u general bojnika, čin podmaršala dostigao je u svibnju 1905., dok je u studenom 1910. promaknut u generala topništva. U prosincu 1912. postaje ministrom rata na kojoj dužnosti dočekuje i početak Prvog svjetskog rata.

## Prvi svjetski rat
Krobatin je kao ministar rata nastojao modernizirati austrougarsku vojsku. U tome je djelomično i uspio, te je za njegova mandata austrougarska vojska opskrbljena novim oružjima (primjerice, bacačima plamena), te je znatno povećan broj strojnica kod pješaštva. Također, znatno je povećan broj topova na razini divizija. U veljači 1916. unaprijeđen je u general pukovnika čime je postao jedan od prvih časnika s tim novostvorenim činom u austrougarskoj vojsci.
Odlaskom Conrada s mjesta načelnika Glavnog stožera u ožujku 1917., Krobatin je ostao bez utjecajnog zaštitnika. Zatražio je od cara zapovjedništvo na bojištu u čemu mu je i udovoljeno. U travnju 1917. imenovan je tako zapovjednikom 10. armije na Talijanskom bojištu zamijenivši na tom mjestu Karla Scottija. Kao zapovjednik 10. armije sudjeluje u velikoj austro-njemačkoj pobjedi u Bitci kod Kobarida u kojoj je njegova armija uništila dvije talijanske divizije. Za navedeni uspjeh promaknut je 5. studenog 1917. u čin feldmaršala. 
U lipnju 1918. Krobatin s 10. armijom sudjeluje u Bitci na Piavi u kojoj doživljava poraz. Pred sam kraj rata u listopadu 1918. postaje zapovjednikom grupe armija koja je dobila njegovo ime kojom zapovijeda u konačnom autrougarskom porazu u Bitci kod Vittoria Veneta.

## Poslije rata
Odmah nakon završetka rata Krobatin je umirovljen. Postao je počasnim doktorom Bečkog tehničkog instituta, te počasnim predsjednikom Dobrotvornog fonda cara Karla. Preminuo je 28. rujna 1933. godine u 84. godini života u Beču. 

## Vanjske poveznice
(eng.) Alexander von Krobatin na stranici Firstworldwar.com

(eng.) Alexander von Krobatin na stranici Austro-Hungarian-Army.co.uk

(eng.) Alexander von Krobatin na stranici Oocities.org

(rus.) Alexander von Krobatin na stranici Hrono.ru

(njem.) Alexander von Krobatin na stranici Weltkriege.at
| Prethodnik: | Zapovjednik 10. armije Alexander von Krobatin | Nasljednik: |
| Karl Scotti | Zapovjednik 10. armije Alexander von Krobatin | nitko       |